# Qaracalar
Qaracalar è un comune dell'Azerbaigian situato nel distretto di Saatlı.